# جو براون
جو براون (بالإنجليزية: Joe Brown)‏ (3 أبريل 1988 ببرادفورد في المملكة المتحدة - ) هو لاعب كرة قدم بريطاني في مركز الوسط. لعب مع برادفورد سيتي ونادي برادفورد بارك أفنيو.

## وصلات خارجية
- جو براون على موقع قاعدة بيانات كرة القدم.إي يو (الإنجليزية)
- جو براون على موقع Soccerbase.com (لاعب) (الإنجليزية)